# Szelényi Ödön
Szelényi Ödön (Késmárk, 1877. július 12. – Budapest, 1931. szeptember 18.) irodalomtörténész, filozófus, pedagógiai író.

## Élete
Szelényi Gusztáv és Kamitksa Vilma fiaként született. 1900-ban tanári oklevelet szerzett magyar–német szakon. 1899-től Mezőtúron, Lőcsén, Késmárkon volt gimnáziumi tanár, 1909-től a pozsonyi, majd a budapesti evangélikus teológiai akadémián filozófiát, 1923-tól a budapesti Veres Pálné Gimnáziumban vallástant tanított. 1925-ben a debreceni egyetemen magántanári képesítést szerzett. 1918-tól az Országos Evangélikus Tanáregyesület titkára volt, 1927–1931 között szerkesztette a Protestáns Tanügyi Szemlét. Fia Szelényi Gusztáv zoológus, unokája Szelényi Iván szociológus. Neje Faragó Etelka volt.

## Művei
- Goethe Faustja és a keresztyénség (Budapest, 1905)
- A filozófia alapfogalmai (összeállította, 1907)
- Írói arcképek (Mezőtúr, 1909)
- Jelenkori vallásos áramlatok a modern irodalomban (Budapest, 1910)
- Schleiermacher vallásfilozófiája – Békéscsaba, 1910. 80 o.
- Modern vallástudomány: a vallásbölcselet és vallástörténelem compendiuma – Budapest, 1913. 100 o.
- A misztika lényege és jelentősége (Székfoglaló értekezés) – Pozsony, 1913. 32 o.
- Genersich János (1761–1823). Egy szepesi pedagógus […] (Lőcse, 1914)
- Fichte vallásfilozófiai fejlődése némi tanulsággal napjaink philosophálására – Pozsony, 1915. 32 o.
- A magyar evangélikus nevelés története a reformációtól napjainkig, különös tekintettel a középiskolákra – Pozsony, 1917. 280 o.
- A neveléstan alapvonalai – Budapest, 1922. 103 o.
- A lélek élete (Budapest, 1923)
- Zola mint vallásbölcsész (Budapest, 1925)
- Az evangéliumi keresztyénség világnézete (Budapest, 1926)
- Az első magyar munkáspedagógus Tessedik Sámuel élete és munkássága – Lampel R. T., Budapest, 1928. 51 o.
- A magyar filozófiai pedagógia magyar úttörői (Töredékes tanulmány) – Sopron, 1931. 19 o.